# Bruyères
 Bruyères  es una población y comuna francesa, en la región de Lorena, departamento de Vosgos, en el distrito de Épinal. Es el chef-lieu y mayor población del cantón de Bruyères.

## Demografía
| 3639 | 3767 | 3852 | 3679 | 3368 | 3362 |
| Para los censos de 1962 a 1999 la población legal corresponde a la población sin duplicidades (Fuente: INSEE [Consultar]) |      |      |      |      |      |

## Lugares de interés
- Arboretum du col du Haut-Jacques